# جری وست
جری وست (انگلیسی: Jerry West؛ زاده ۲۸ مهٔ ۱۹۳۸ – درگذشته ۱۲ ژوئن ۲۰۲۴) یک بازیکن بسکتبال اهل ایالات متحده آمریکا بود.
جری وست در ۱۲ ژوئن ۲۰۲۴، در سن ۸۶ سالگی درگذشت.